# Vancouver (Film)
Vancouver (griechisch Το Βανκούβερ) ist ein griechischer Kurzfilm für Kinder und Jugendliche ab 13 aus dem Jahr 2021 unter der Regie von Artemis Anastasiadou. Der Film nahm in der Sektion Generation Kplus an der 72. Berlinale teil und feierte dort am 12. Februar 2022 seine internationale Premiere.

## Inhalt
Vor dem Hintergrund einer verwundeten Landschaft in der griechischen Provinz schildert Vancouver zwei Geschwister und den unvermeidbaren Aufbruch in die Fremde. Aus der Sicht eines elfjährigen Mädchens werden dabei Themen wie Geschwisterliebe, Verlust, Arbeitslosigkeit und Umweltverschmutzung aufgegriffen. Sie hofft, dass ein Zauberwort dabei helfen kann, ihren Bruder zum Bleiben zu bewegen.

## Hintergrund
Vancouver wurde in Aliveri, einer Kleinstadt auf der Insel Euböa, mit Laien-Darstellern gedreht. Weit sichtbares Wahrzeichen dieser Stadt am Meer ist ein altes Kraftwerk. In den Film wurden sowohl die Landschaft als auch lokale Legenden integriert.
Die Regisseurin Artemis Anastasiadou verfolgt in ihrer Arbeit einen „neorealistischen Ansatz“ (μια νεορεαλιστική προσέγγιση), wie in der Presse geschrieben wird. Anastasiadous erster Kurzfilm I am Mackenzie gewann den Preis des besten Films auf dem Filmfest Texas SXSW2019 und den Tonia-Marketaki-Preis auf dem Internationalen Kurzfilmfestival von Drama 2019 ().

## Auszeichnungen
Internationale Filmfestspiele Berlin 2022
- Lobende Erwähnung beim Großen Preis der Internationalen Jury von Generation Kplus für den Besten Film[4]
- Nominierung für den Gläsernen Bären für den besten Film in der Sektion Generation Kplus

Internationales Filmfest für Kinder und Jugendliche in Olympia 2021 (Διεθνούς Φεστιβάλ Κινηματογράφου Ολυμπίας για Παιδιά και Νέους)
- Teilnahme

Internationales Kurzfilmfestival von Drama 2021 () 
- Sonderpreis der Jury für den männlichen Hauptdarsteller (Ειδικό Βραβείο της Κριτικής Επιτροπής και Τιμητική Διάκριση Καλύτερης Ανδρικής Ερμηνείας)